# Robert Bosch
Robert Bosch (23 septembrie 1861 - 12 martie 1942), a fost un industriaș și filantrop german, fondator al companiei Robert Bosch GmbH. După ce s-a aprofundat în mecanica fină, Bosch a lucrat mai mulți ani în domeniul mecanicii în companii renumite din Germania, Anglia și SUA.

## Biografie
S-a născut în Albeck, în apropierea orașului Ulm. A fost al 11-lea copil al părinților Servatius și Margarete Bosch.
Din 1869 până în 1876, Bosch a studiat la Realschule (școala secundară tehnică) din Ulm, apoi a urmat ucenicie ca mecanic de precizie. După instruirea teoretică și practică, Bosch timp de șapte ani a lucrat la diverse companii din Germania, Statele Unite (pentru Thomas Edison din New York) și Marea Britanie (pentru firma germană Siemens). Pe 15 noiembrie 1886, el a deschis propriul Atelier de Mecanică de Precizie și Inginerie Electrică din Stuttgart. Un an mai târziu, el a făcut o îmbunătățire decisivă pentru un dispozitiv de magneto-aprindere neprotejat fabricat de producătorul de motoare Deutz, înregistrând primul său succes în afaceri. Scopul dispozitivului a fost de a genera o scânteie electrică pentru aprinderea amestecului de aer-combustibil într-un motor staționar. În 1897, Bosch a fost primul care a adaptat un magneto la un motor de vehicule. În acest scop, a rezolvat una dintre cele mai mari probleme tehnice cu care se confruntă industria auto în curs de dezvoltare. Inventarea primei bujii de înaltă tensiune, din punct de vedere comercial, ca parte a unui sistem de aprindere bazat pe magneto al lui Robert Bosch de inginerul Gottlob Honold, în 1902, a reprezentat o etapă esențială în dezvoltarea motorului cu ardere internă.
A încetat din viață la Stuttgart, la 12 martie 1942.

## Fondarea companiei
În 1886 și-a fondat propria companie (Werkstätte für Feinmechanik und Elektrotechnik - Atelier pentru mecanică fină și electrotehnică) în Stuttgart. În 1887 a construit o versiune îmbunătățită a bujiei. În 1902 compania lui a construit bujia de tensiune înaltă. În 1906 Bosch a introdus programul de lucru de 8 ore pe zi în propria companie. În 1910 a donat un milion de mărci Universității tehnice din Stuttgart. În 1913, Bosch a donat 20 de milioane de mărci în scopuri caritabile.